# Capurodendron bakeri
Capurodendron bakeri är en tvåhjärtbladig växtart som först beskrevs av Scott-elliot, och fick sitt nu gällande namn av André Aubréville. Capurodendron bakeri ingår i släktet Capurodendron och familjen Sapotaceae.

## Underarter
Arten delas in i följande underarter:
- C. b. anatlahaense
- C. b. bakeri